# Sakkiz
Sakkiz, Saqqez o Saghez (kurd: سەقز, Seqiz; persa: سقز), és una ciutat del Kurdistan. El 1950 tenia 9.900 habitants, el 1991 eren ja 99.048 i el 2006 tenia 131,349 habitants. És capital d'un comtat i està situada a 77 km al sud-est de Mahabad. La població kurda pertany a la tribu Mukri.
El segle VII aC fou el centre del poder escita sota el rei Bartatua. El país a l'època sassànida portava el nom de Sagapeni que derivaria del nom "saka" (escita) del que deriva la ciutat. Al segle xix hi havia un kan local emparentat al governant d'Ardalan i al de Sanandaj. Una comunitat de jueus que parlaven un dialecte neoarameu, van emigrar a Israel després de la revolució iraniana.